# 尤金絢鯰
尤金絢鯰，為輻鰭魚綱鯰形目鯰科的其中一種，為亞熱帶淡水魚，分布於亞洲湄公河、湄南河、馬來西亞、印尼及汶萊淡水流域，體長可達16.5公分，棲息在底層水域，生活習性不明。

## 扩展阅读
維基物種上的相關：尤金絢鯰